# Bentley Continental GT Speed
De Bentley Continental GT Speed is een topklasseberline gemaakt door de Britse automobielconstructeur Bentley. Het is de krachtigste Bentley ooit geproduceerd en de eerste met een topsnelheid van meer dan 322 km/h. De GT Speed is herkenbaar aan de donkergekleurde grille die iets meer rechtop staat, zijn bredere uitlaatpijpen en de 26-spaaks-velgen, maar deze zijn ook optioneel op een Bentley Continental GT.

## Motor
De motor is een zesliter-W12 (twee VR6-motoren naast elkaar) met twee turbo's. Het is een verder ontwikkelde versie van de 418 kW (560 pk) sterke W12 die al gebruikt wordt in de Bentley Continental GT. Dankzij de toepassing van een enkele lichtere distributieketting en verlaging van de weerstand in het uitlaatsysteem, samen met een nieuwe katalysator is de uitstoot van schadelijke gassen verminderd. Het motormanagement werd ook opnieuw geschreven en hierdoor steeg het vermogen met 50 pk tot 610 pk (455 kW). Omgerekend heeft de auto dan een specifieke massa van 3,9 kg/pk. Het koppel: al vanaf 1.750 tpm staat er 750 Nm ter beschikking. De auto zou van 80 naar 120 km/h in drie seconden gaan.

## Techniek
De hardheid van de luchtvering kan via een knop in de middenconsole en een grote ronde schakelaar op vijf manieren worden ingesteld: van comfort tot dynamisch. Vanaf 150 km/h komt automatisch een spoiler onder de achterruit omhoog, voor extra stabiliteit. De GT Speed beschikt over de grootste remschijven die er bij een personenauto worden toegepast: vooraan 405 mm, achteraan 335 mm. Het kan nog groter, want de keramische remschijven zijn vooraan 420 mm en achteraan 356 mm. Deze kosten echter wel 20.689 euro extra.